# ویلیام وایکهام
ویلیام وایکهام (انگلیسی: William of Wykeham؛ ۱۳۲۰ یا ۱۳۲۴ – ۲۷ سپتامبر ۱۴۰۴ (سن الگو:در حدود ۸۲)) معمار، کشیش کاتولیک، سیاستمدار، قاضی، و اسقف کاتولیک اهل پادشاهی انگلستان بود.